# Naby Keïta
Naby Laye Keïta (* 10. Februar 1995 in Conakry) ist ein guineischer Fußballspieler, der flexibel im Mittelfeld eingesetzt wird. Er steht aktuell als Leihspieler von Werder Bremen bei Ferencváros Budapest unter Vertrag.

## Karriere
Keïta kam von seinem Heimatverein Horoya AC nach Frankreich in die Jugend des FC Istres. 2013 wurde er in die erste Mannschaft des Klubs befördert und absolvierte seine erste Saison als Profifußballer, in der er in 23 Spielen an elf Toren beteiligt war. Im Sommer 2014 wechselte er nach Österreich zum FC Red Bull Salzburg und unterschrieb einen bis Juni 2019 laufenden Vertrag.
In seiner ersten Saison in Österreich setzte sich Keïta als Stammspieler durch, erzielte fünf Tore und bereitete zwei weitere Tore in 30 Spielen vor. Am Ende der Saison wurde er Meister und Cupsieger. Auf internationaler Ebene erreichte er das Sechzehntelfinale der UEFA Europa League, in dem der Verein gegen FC Villarreal ausschied.
In der Saison 2015/16 konnte Keïta seine Leistungen bestätigen, musste aber Anfang 2016 aufgrund einer Malaria-Erkrankung mehrere Wochen pausieren. Anfang März wurde seine Vertragslaufzeit bis Juni 2021 verlängert. Von den Trainern und Funktionären der österreichischen Bundesliga wurde Keïta zu Saisonende zum Spieler des Jahres der Saison 2015/16 gewählt.
Am 20. Juni 2016 wechselte Keïta zum deutschen Bundesligisten RB Leipzig, bei dem er einen bis Juni 2020 laufenden Vertrag unterschrieb. Bei seinem Bundesligadebüt am 10. September 2016 (2. Spieltag) erzielte er den 1:0-Siegtreffer im Heimspiel gegen Borussia Dortmund in der 89. Minute.
Im August 2017 unterschrieb Keïta einen ab der Saison 2018/19 laufenden Vertrag beim FC Liverpool. Mit einer Ablösesumme von 68 Millionen Euro war es einer der teuersten Transfers mit Bundesliga-Beteiligung. Der Mittelfeldspieler konnte mit dem Verein im Frühjahr 2019 die Champions League sowie im Dezember die FIFA-Klub-Weltmeisterschaft gewinnen. Bei den Reds an der Anfield Road erzielte Keïta wettbewerbsübergreifend 11 Tore in 129 Spielen.
Nach seinem Vertragsende beim FC Liverpool kehrte Keïta zur Saison 2023/24 in die Bundesliga zurück und schloss sich ablösefrei Werder Bremen an. Dort kam er in der laufenden Saison auf lediglich fünf Einsätze, auch bedingt durch eine erneute langwierige Verletzung vor Saisonbeginn. Am 29. Spieltag weigerte sich Keïta mit dem Team die Auswärtsfahrt nach Leverkusen anzutreten, nachdem er erfahren hatte, dass er nicht von Beginn an zum Einsatz kommen würde. Daraufhin wurde er von der Vereinsführung bis zum Saisonende freigestellt, mit einer Geldstrafe belegt und aus dem Profikader gestrichen. Keïta kehrte auch zur Vorbereitung auf die Saison 2024/25 nicht in den Kader zurück. Werder verkündete Anfang August 2024, dass er nicht in den Profikader zurückkehren und weiterhin ein  individuelles Trainingsprogramm absolvieren werde. Im Oktober 2024 stieg er in das Training der zweiten Mannschaft ein, die in der viertklassigen Regionalliga Nord spielt.
Zum 1. Januar 2025 wechselte Keïta bis zum 31. Dezember 2025 auf Leihbasis zum amtierenden ungarischen Meister Ferencváros Budapest.

## Nationalmannschaft
Keïta ist seit 2014 Nationalspieler von Guinea. Er erreichte mit seiner Mannschaft bei der Fußball-Afrikameisterschaft 2015 das Viertelfinale, in dem man gegen Ghana ausschied.

## Titel und Auszeichnungen
International
- Champions-League-Sieger: 2019
- Klub-Weltmeister: 2019
- UEFA-Super-Cup-Sieger: 2019

Österreich
- Meister: 2015, 2016
- Pokalsieger: 2015, 2016

England
- Meister: 2020
- Pokalsieger: 2022
- Ligapokalsieger: 2022
- Supercupsieger: 2022

Ungarn
- Meister: 2025

Auszeichnungen

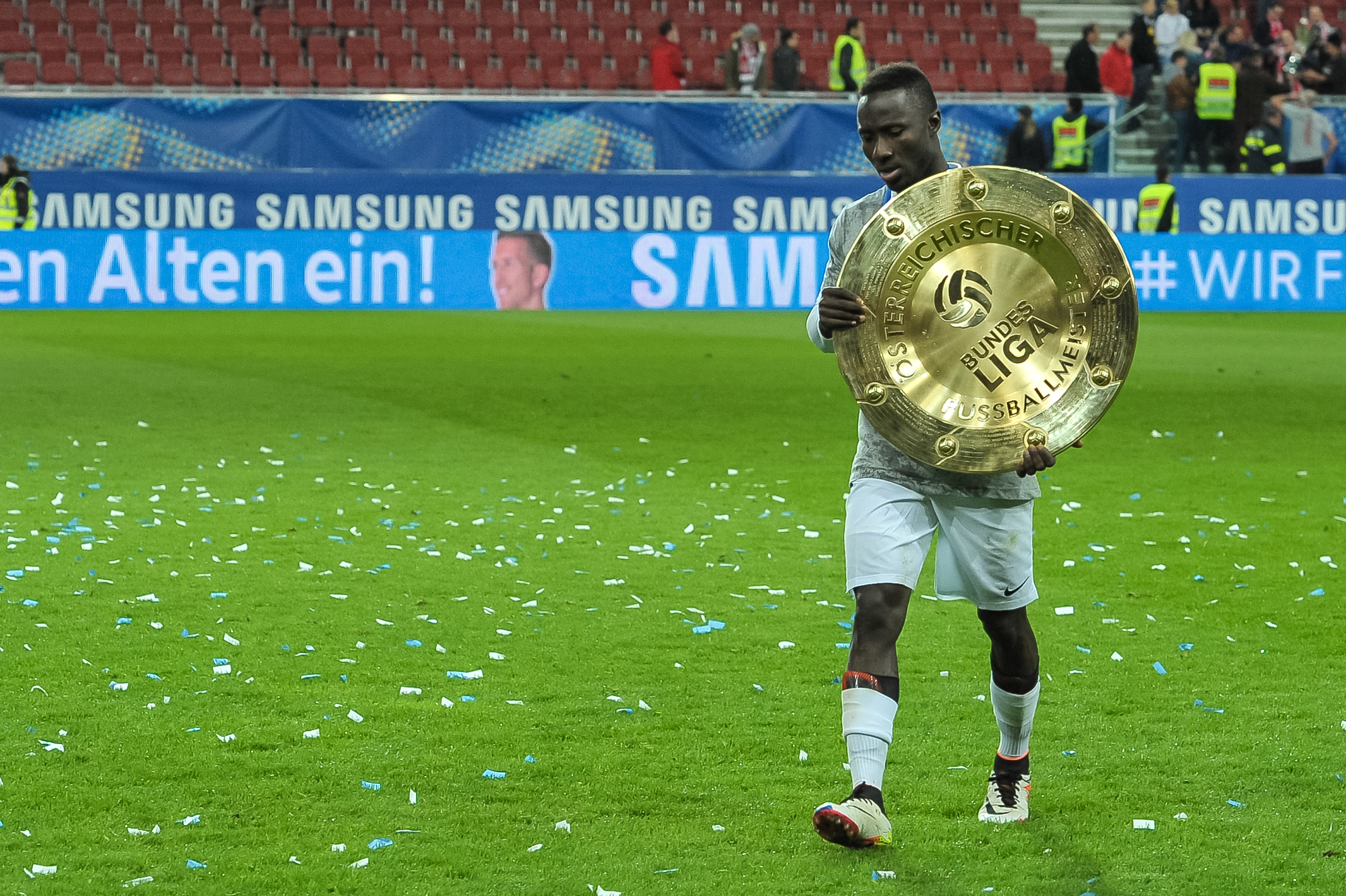
Keïta gewann mit dem FC Red Bull Salzburg zweimal die Meisterschaft und den Pokal. Zudem wurde er zum Spieler der Saison 2015/16 gewählt.

- Guineas Fußballer des Jahres: 2015
- Spieler der Saison in Österreich: 2016
- Mitglied der VDV 11: 2016/17, 2017/18

## Privates
Keïta ist Moslem und hat sieben Geschwister. Deco, der frühere portugiesische Fußballspieler und Lieblingsspieler seines Vaters Sekou, ist Spitzname von Keïta.